# جون ويزلي إيمرسون
جون ويزلي إيمرسون (بالإنجليزية: John Wesley Emerson) هو كاتب وقاضي ورائد أعمال ومحامي أمريكي، ولد في 26 يوليو 1832 في بيبريل في الولايات المتحدة، وتوفي في 20 يونيو 1899 في آيرونتن في الولايات المتحدة.